# Christian Müller (Sportfunktionär)
Christian Müller (* 19. Oktober 1963 in Köln) ist ein deutscher Sportfunktionär, Dozent und Autor für Sportmanagement. Bekannt in Fachkreisen wurde Müller als Geschäftsführer für Lizenzierung und Finanzen bei der Deutschen Fußball Liga GmbH (DFL). Gegenwärtig gehört er dem Praxisbeirat für Sportmanagement der SRH Hochschule Heidelberg an.

## Leben
Müller machte eine Lehre als Bankkaufmann und studierte von 1985 bis 1991 Business Management in Freiburg, Paris und Köln.
Von 1992 bis 1993 war Müller Vorstandsassistent bzw. Leiter der Geschäftsstelle des 1. FC Köln.
Zwischen 1996 und 1999 war er wissenschaftlicher Mitarbeiter an der Wirtschaftswissenschaftlichen Fakultät der Technischen Universität Bergakademie Freiberg.
Von 2001 bis 2010 war Christian Müller Geschäftsführer für Lizenzierung und Finanzen bei der DFL und gehörte dem Gründungsvorstand der Bundesliga-Stiftung an. Zudem arbeitete er an der Entwicklung des Financial-Fairplay-Konzeptes der UEFA mit und hielt von 2011 bis 2012 eine Vertretungsprofessur für Betriebswirtschaftslehre an der SRH Hochschule Heidelberg, an der er auch dem Praxisbeirat Sportmanagement angehört. Seit 2010 lehrte er Sportmanagement an verschiedenen Hochschulen, wie der Sporthochschule Köln und am Birkbeck College der University of London. Bis 2011 fungierte er weiterhin als Berater der DFL-Geschäftsführung. Während seiner Tätigkeit bei der DFL vertrat er außerdem die Bundesliga in der Klublizenzierungskommission der UEFA und im Professional Football Finance Committee der Association of European Professional Football Leagues (EPFL). Von 2007 bis 2010 war er Mitglied der Vorstände des Deutschen Fußball-Bunds und des Ligaverbands.
Am 1. Mai 2012 wurde Müller vom Aufsichtsrat des Fußball-Zweitligisten Dynamo Dresden als neuer Geschäftsführer bestellt. Er übernahm das Amt Mitte Juni desselben Jahres vom zurückgetretenen Volker Oppitz und dessen kommissarischem Vertreter Stefan Henke. Am 3. Februar 2014 wurde er vom Verein im Zuge einer Umstrukturierung der Geschäftsführung mit sofortiger Wirkung beurlaubt.